# 2,3,4,5,6,7,8-Heptaméthylnonane
Le 2,3,4,5,6,7,8-heptaméthylnonane est un alcane supérieur ramifié de formule semi-développée (CH3)2CH-[CH(CH3)]5-CH(CH3)2.
Les atomes de carbone C3 à C7 sauf C5 sont asymétriques et cette molécule possède un plan de symétrie passant par C5. Donc elle se présente sous la forme de plusieurs paires d'énantiomères diastéréoisomères entre elles et de plusieurs composés méso.